# Liste von Orgeln in Südniedersachsen
Die Liste von Orgeln in Südniedersachsen verzeichnet die erhaltenen historischen Orgeln und überregional bedeutenden Orgelneubauten in Südniedersachsen. Das hier zugrunde liegende Gebiet umfasst die Landkreise Goslar, Göttingen, Hameln-Pyrmont, Hildesheim, Holzminden und Northeim sowie die Stadt Salzgitter. An historischen Instrumenten sollen alle erfasst werden, die vor dem Ersten Weltkrieg gebaut sind. Die Liste ergänzt den Hauptartikel Orgellandschaft Südniedersachsen, wo sich weitere Literatur findet.
In der vierten Spalte sind die hauptsächlichen Erbauer angeführt; eine Kooperation mehrerer Orgelbauer wird durch Schrägstrich angezeigt, spätere Umbauten durch Komma. In der sechsten Spalte bezeichnet die römische Zahl die Anzahl der Manuale, ein großes „P“ ein selbstständiges Pedal und ein kleines „p“ ein nur angehängtes Pedal, die arabische Zahl in der vorletzten Spalte die Anzahl der klingenden Register. Bedeutende erhaltene historische Gehäuse (mit modernen Orgeln) werden durch Kursivierung angezeigt.
| Ort                             | Kirche                                                  | Bild | Orgelbauer                                                                                           | Jahr                                       | Manuale | Register       | Bemerkungen |
| ------------------------------- | ------------------------------------------------------- | ---- | --- | ------------------------------------------ | ------- | -------------- | --- |
| Adelebsen                       | Ev.-luth. Kirche St. Martini                            |      | Johann Stephan Heeren/Johann Dietrich Kuhlmann                                                       | 1799/1800                                  | I/P     | 14             | Nach Umdisponierung und Erweiterung durch Carl Giesecke (1848/1849) und Julius Strobel (1896/1897) Rückbau durch Rudolf Janke (1969) |
| Alfeld (Leine)                  | Ev.-luth. Kirche St. Nicolai                            |      | Heinrich Schaper, Jörg Bente                                                                         | 1863                                       | III/P   | 42             | größte Orgel Schapers; 1957–1962 eingreifende Umbauten durch Friedrich Weißenborn und 1967 durch E. Hammer, 2012 Rückbau des Rückpositivs, 2013–2014 Restaurierung durch Jörg Bente und Erweiterung im Stil Schapers durch den Einbau eines Unterwerks |
| Angerstein (Nörten-Hardenberg)  | Ev.-ref. Kirche                                         |      | Johann Wilhelm Gloger ?, Paul Ott                                                                    | um 1740?, 1958                             | I/P     | 6              | Neubau hinter hist. Prospekt |
| Bad Harzburg                    | Lutherkirche                                            |      | Wilhelm Sauer, Christian Scheffler                                                                   | 1902–1903, 1997–2001                       | III/P   | 40             | Ursprünglich II/P/29; 21 Register von Scheffler rekonstruiert und Orgel im Stil Sauers erweitert |
| Bad Lauterberg im Harz          | St.-Andreas-Kirche                                      |      | Johann Andreas Engelhardt, Rudolf Janke                                                              | 1859, 1988                                 | II/P    | 25             | Neubau hinter hist. Prospekt und unter Verwendung anderer Teile von Engelhardt |
| Bad Lauterberg                  | Paulus-Kirche                                           |      | Rudolf Janke                                                                                         | 1972                                       | II/P    | 15             | |
| Bad Sachsa                      | St.-Nikolai-Kirche                                      |      | Emil Hammer                                                                                          | 1955/1956, 1969                            | III/P   | 30             | 1969 um Rückpositiv ergänzt; 2002 Renovierungsumbau durch Rudolf Janke |
| Barbis                          | St.-Petrikirche                                         |      | Johann Tobias Hansen, Johann Andreas Engelhardt, Rudolf Janke                                        | 1759, 1833, 1992/1993                      | II/P    | 19             | |
| Barlissen                       | Ev.-luth. Kirche St. Laurentius                         |      | Johann Wilhelm Schmerbach der Mittlere ?                                                             | um 1800                                    | I/P     | 10             | Ursprünglich erbaut für Gertenbach, 1888 von Carl Heyder leicht verändert nach Barlissen übertragen; 1960–1964 Umbau durch Rudolf Janke |
| Barterode                       | Ev.-luth. Kirche St. Pankratius                         |      | Johann Dietrich Kuhlmann                                                                             | 1825                                       | I/P     | 15             | 1933 Umbau und Erweiterung durch Paul Ott; 1977 Rückbau durch Martin Haspelmath (mit vermindertem Winddruck in Anpassung an den auf die Hälfte verkleinerten Kirchenraum) |
| Beinum (Salzgitter)             | Beinumer Kirche                                         |      | P. Furtwängler & Hammer                                                                              | 1891                                       | II/P    | 16             | Nach Stilllegung und Behelf durch ein Elektronium 1991 restauriert |
| Benniehausen                    | St. Urban                                               |      | Albrecht Frerichs                                                                                    | 1968                                       | I/P     | 6              | Unter Verwendung von Teilen der Vorgängerorgel von Carl Heyder (1856) |
| Bernshausen (Seeburg)           | Kath. Kirche St. Peter und Paul                         |      | Louis Krell                                                                                          | 1879                                       | II/P    | 23             | Das Register Vox humana 8′ ist vakant. Mechanische Spiel- und Registertraktur mit mechanischen Kegelladen. Restaurierung durch Werner Krell. |
| Bilderlahe                      | St. Michael                                             |      | August Schaper                                                                                       | 1887                                       | I/P     | 8              | bis auf die 1917 abgelieferten Prospektpfeifen erhalten |
| Bilshausen                      | St. Kosmas und Damian, kath.                            |      | Johann Andreas Engelhardt                                                                            | 1857                                       | II/P    | 21             | 1984 Restaurierung durch Gebr. Krell/Duderstadt |
| Bischhausen                     | Martinikirche                                           |      | Johann Wilhelm Schmerbach der Mittlere, Albrecht Frerichs / Rudolf Janke                             | 1795–1796, 1969, 1986                      | I/P     | 14             | Ursprünglich für die (1971 abgerissene) Gutskirche Groß Schneen gebaut, 1967 überführt; drei Register erhalten |
| Bishausen (Nörten-Hardenberg)   | Kapelle St. Georg                                       |      | Carl Heyder                                                                                          | 1883                                       | I/P     | 6              | 1945 Erneuerung durch Paul Ott, 2004 Restaurierung durch Rudolf Janke |
| Bodensee                        | St. Matthäus                                            |      | Werner Krell                                                                                         | 1988                                       | II/P    | 15             | Letzter Neubau der Orgelbauwerkstatt Krell/Duderstadt |
| Bodenwerder                     | St. Nicolai                                             |      | Paul Ott, Gustav Steinmann/Rudolf Janke                                                              | 1966, 1989/1990, 2000                      | II/P    | 24             | 1989/1990 klanglich und technisch überholt, 2000 neue Windversorgung durch Gebr. Hillebrand |
| Börry (Emmerthal)               | Ev. Kirche                                              |      | Rudolf Janke                                                                                         | 1960                                       | I/p     | 5              | Hinter hist. Prospekt aus 19. Jh. |
| Braunlage                       | Trinitatis-Kirche                                       |      | Robert Knauf                                                                                         | 1889                                       | II/P    | 20             | von Friedrich Weissenborn 1953 und 1969 überholt und modifiziert auf II/P 23 |
| Bremke (Gleichen)               | St. Matthias                                            |      | August von Werder, Albrecht Frerichs                                                                 | 1848, 1967/1968                            | I/P     | 10             | 1968 Neubau von Frerichs unter Einbeziehung einiger alter Register; 2002/2003 Renovierung und Dispositionsänderung durch Elmar Krawinkel |
| Brevörde                        | St. Urban                                               |      | Andreas Schweimb?, Friedrich Wilhelm Euler, Martin Haspelmath                                        | Um 1690, 1862, 1985                        | I/P     | 13             | ursprünglich wohl für Höxter gebaut, 1862 freies Pedal ergänzt, 1985 Restaurierung |
| Brunkensen                      | St. Martin                                              |      | Christian Vater, Martin Haspelmath                                                                   | 1721, 1978                                 | I/P     | 5 (9)          | Neubau (Rekonstruktion) hinter hist. Prospekt |
| Bühle (Northeim)                | Ev.-luth. Kirche St. Oswald                             |      | Johann Wilhelm Schmerbach der Mittlere, Balthasar Conrad Euler, Martin Haspelmath                    | 1815–1819, 1848, 1981/1982                 | I/P     | 14             | 1981 drei Register rekonstruiert; zum großen Teil erhalten |
| Buntenbock                      | Dorfkapelle                                             |      | Rudolf Janke                                                                                         | 1999                                       | II/P    | 12             | Unter Verwendung von Prospektteilen aus 19. Jh. |
| Clausthal                       | Marktkirche zum Heiligen Geist                          |      | Andreas Weiß, Paul Ott                                                                               | 1624, 1976                                 | III/P   | 41             | Neubau hinter hist. Rokoko-Prospekt von Johann Albrecht Unger |
| Dankelshausen                   | St. Matthäus-Kirche                                     |      | Johann Stephan Heeren oder Johann Dietrich Kuhlmann, Elmar Krawinkel                                 | 1790 oder 1820, 2001                       | I/P     | 12             | Prospekt von Johann Stephan Heeren 1790 oder Johann Dietrich Kuhlmann 1820, 1901 Neubau durch Furtwängler und Hammer (11 Register I/P), 2001 Restaurierung/Neubau hinter historischem Prospekt durch Elmar Krawinkel (Trendelburg). 13 Register geplant, ein Register vakant. |
| Dassel                          | St.-Laurentius-Kirche                                   |      | Philipp Furtwängler                                                                                  | 1845                                       | II/P    | 25             | 2000 renoviert durch OBM Franz Rietsch (Emil Hammer Orgelbau) |
| Diemarden                       | St. Michaelis                                           |      | Christoph Greve, P. Furtwängler & Hammer                                                             | 1833, 1928                                 | II/P    | 16             | 1928 eingreifend von Furtwängler & Hammer umgebaut, neunachsiger Prospekt |
| Dorste                          | St. Cyriaci                                             |      | Johann Andreas Engelhardt                                                                            | Um 1850                                    | II/P    | 16             | |
| Dransfeld                       | St. Martini                                             |      | Balthasar Conrad Euler                                                                               | 1843–1845                                  | II/P    | 21             | Rekonstruktion von 6 Registern durch Martin Haspelmath (1984/1985). 2006/2007 Instandsetzung durch Orgelbau Krawinkel |
| Duderstadt                      | St. Cyriakus                                            |      | Johannes Creutzburg, Johann Wilhelm Schmerbach der Mittlere, Johann Andreas Engelhardt, Hermann Eule | 1731–1735, 1823, 1859, 2006                | III/P   | 43             | Gehäuse und 20 Register von Creutzburg erhalten sowie einzelne Register von Schmerbach und Engelhardt |
| Duderstadt                      | St. Servatius                                           |      | Jürgen Ahrend                                                                                        | 1977                                       | III/P   | 28             | 2012 wurde die Orgel durch den Orgelbauer Martin Wurm aus Neustadtgödens gereinigt. |
| Eberhausen                      | St. Nicolai                                             |      | Carl Heyder                                                                                          | 1865                                       | I/P     | 6              | |
| Einbeck                         | St. Alexandri                                           |      | Martin Hillebrand                                                                                    | 1865–1866, 2008                            | II/P    | 37             | Neubau hinter der neogotischen Front aus dem 19. Jahrhundert |
| Einbeck                         | Marktkirche St. Jacobi                                  |      | Johann Friedrich Schulze                                                                             | 1861–1862                                  |         |                | |
| Elkershausen                    | St. Nikolaus                                            |      | P. Furtwängler & Hammer, Albrecht Frerichs                                                           | 1907, 1984                                 | I/P     | 7              | Ursprünglich erbaut für Todtenhausen bei Minden; nach größerem Neubau dort 1918 in Elkershausen aufgestellt. |
| Elliehausen                     | St. Martini                                             |      | Julius Strobel                                                                                       | 1880                                       | II/P    | 16             | 1928 Änderung der Disposition durch Wiegand Helfenbein (Gotha), 17 II/P. 1935 Umbau durch Paul Ott (Göttingen). 1973 Reparatur durch Martin Haspelmath (Walsrode). 1987/1988 Restaurierung durch Gebrüder Hillebrand (Altwarmbüchen) |
| Erbsen (Adelebsen)              | St. Vitus                                               |      | Johann Dietrich Kuhlmann                                                                             | 1823/1824                                  | I/P     | 12             | |
| Eschershausen                   | St. Martin                                              |      | Johann Christoph Hüsemann, P. Furtwängler & Hammer                                                   | 1771, 1909                                 | II/P    | 30             | Ursprünglich II/P/20; 1909 Neubau hinter historischem Prospekt, der erweitert wurde; Taschenladen, pneumatische Traktur; erhalten |
| Esebeck                         | St. Pankratius                                          |      | August von Werder                                                                                    | 1850                                       | I/P     | 11             | Zum großen Teil erhalten |
| Espol                           | Ev.-luth. Kapelle                                       |      | | 18. Jh.                                    | I       | 6              | |
| Etzenborn                       | Ev.-ref. Kirche                                         |      | Philipp Furtwängler & Söhne                                                                          | 1877                                       | II/P    | 11             | Mechanische Kegelladen; erbaut als Interimsorgel für die Hauptkirche B.M.V. in Wolfenbüttel |
| Fischbeck                       | Stiftskirche Fischbeck                                  |      | Johann Adam Berner, Martin Hillebrand                                                                | 1734–1736, 2007                            | II/P    | 32             | Rekonstruierender Neubau hinter dem hist. Prospekt; Disposition und Stil in Anlehnung an Berner, aber um einige Register erweitert |
| Geismar (Göttingen)             | St. Martin                                              |      | Philipp Furtwängler                                                                                  | 1861                                       | II/P    | 23             | Nahezu vollständig erhalten; Gehäuse 1777 von J. M. Kahlert; 2008 restauriert durch Jörg Bente |
| Gelliehausen                    | St. Pankratius                                          |      | Carl Heyder                                                                                          | 1889                                       | I/P     | 7              | Umbau 1965 durch Frerichs, 2014 durch Krawinkel (ein Register hinzugefügt) |
| Germershausen                   | Kath. Kirche Mariä Verkündigung                         |      | Louis Krell                                                                                          | 1910                                       | II/P    | 20             | Röhrenpneumatische Spiel- und Registertraktur |
| Gieboldehausen                  | Gustav-Adolf-Kirche                                     |      | Louis Krell                                                                                          | 1879                                       | II/P    | 13             | Ursprünglich 12 Register, 1956 Einbau des Registers Mixtur 3-4fach durch Paul Ott, seit dem 13 Register. 1979 Restaurierung durch Franz Rietzsch aus Hiddestorf. 2021 Neuintonation durch Hans-Ulrich Funk. → Orgel |
| Gieboldehausen                  | Kath. St.-Laurentius-Kirche                             |      | Werner Krell                                                                                         | 1971                                       | II/P    | 26             | Elektrische Registertraktur mit zwei freien Kombinationen |
| Gillersheim                     | Ev.-luth. Kirche                                        |      | August von Werder, P. Furtwängler & Hammer, Martin Haspelmath                                        | 1853, 1912, 1978                           | I/P     | 13             | Neubau unter Verwendung des Gehäuses (1853) und Pfeifenmaterials (1912) |
| Gladebeck                       | St. Nikolai                                             |      | Johann Andreas Engelhardt                                                                            | 1861/1862                                  | II/P    | 17             | |
| Goslar                          | St. Jakobus der Ältere                                  |      | Unbekannt, Gebrüder Stockmann                                                                        | Um 1650, 1973                              | II/P    | 27             | Rekonstruktion hinter Spätrenaissance-Prospekt |
| Goslar                          | Kloster Riechenberg                                     |      | Andreas Schweimb/Johann Jacob John, Johann Matthias Naumann                                          | Um 1700, 1705                              | II/P    | 34             | Die Klosterkirche wurde 1818 abgerissen, die Orgel dabei vermutlich ebenfalls vernichtet. |
| Goslar                          | Kath. Kirche St. Georg Stiftskirche St. Georg (Grauhof) |      | Christoph Treutmann, Gebr. Hillebrand                                                                | 1734–1737, 1989–1992                       | III/P   | 42             | Weitgehend erhalten; restauriert 1989–1992 von Gebrüder Hillebrand Orgelbau. 2009 erfolgte eine Ausreinigung, Reparatur der Windladen und Nachintonation durch Gebrüder Hillebrand Orgelbau |
| Göttingen                       | Ev.-luth. St. Albani-Kirche                             |      | Paul Ott, Rudolf Janke                                                                               | 1964, 1990                                 | III/P   | 36             | 1990 Renovierungsumbau → Orgel |
| Göttingen                       | Ev.-luth. Christophorus-Kirche                          |      | Rudolf Janke                                                                                         | 1967                                       | II/P    | 8              | noch ausbaubar; Brustwerk und Hauptwerk stehen im linken Gehäuse, Pedalwerk im rechten; BW ist nicht ausgebaut, auch im HW und Pedal sind noch Register vakant. |
| Göttingen                       | Ev.-luth. Christuskirche                                |      | Paul Ott                                                                                             | 1956                                       | III/P   | 28             | Bis 2016 waren nur 12 von 27 geplanten Registern fertiggestellt (Brustwerk und Rückpositiv waren vakant). 2016 Erweiterung der Orgel und Vervollständigung der fehlenden Register durch Orgelbau Bosch (III/P/28). → Orgel |
| Göttingen                       | Ev.-luth. Corvinuskirche                                |      | Albrecht Frerichs, Rudolf Janke                                                                      | 1974, 1998                                 | II/P    | 21             | 1998 Renovierung |
| Göttingen                       | Evangelisch-reformierte Kirche                          |      | Johann Dietrich Kuhlmann, Carl Giesecke, P. Furtwängler & Hammer, Paul Ott                           | 1816–1817, 1860, 1913–1914, 1969–1970      | II/P    | 15             | ursprünglich für Stöckheim (Northeim) gebaut; 1860 durch Giesecke nach Göttingen überführt und umdisponiert; 1913/1914 neues Innenwerk durch F. & H. mit zusätzlichem Brustwerk; 1969/1970 neues Pfeifenwerk durch Ott; 1997 Renovierung durch Ingo Kötter; oberer Teil des Prospekts und ein Register von 1817 erhalten → Orgel                                                                |
| Göttingen                       | Friedenskirche                                          |      | Werner Bosch Orgelbau                                                                                | 2006                                       | II/P    | 18             | Übernahme von 8 Registern aus dem 19. Jh. und 7 Registern von Paul Ott |
| Göttingen                       | Ev.-luth. St.-Jacobi-Kirche                             |      | Paul Ott                                                                                             | 1964–1966, 2006/2007                       | IV/P    | 68             | 2006/2007 Renovierung und Erweiterung um ein Schwellwerk mit 9 Registern, spielbar vom 4. Manual, und einen Subbaß 32′ im Pedal durch Siegfried Schmid |
| Göttingen                       | Ev.-luth. St. Johannis-Kirche                           |      | Paul Ott, Rudolf Janke                                                                               | 1954–1960, 1999–2000                       | IV/P    | 61             | Mechanische Spiel- und Registertraktur |
| Göttingen                       | Ev.-luth. Kreuzkirche                                   |      | Rudolf Janke                                                                                         | 1965                                       | II/P    | 26             | |
| Göttingen                       | Ev.-luth. St. Marien-Kirche                             |      | P. Furtwängler & Hammer, Paul Ott, Emil Hammer Orgelbau, Martin Hillebrand                           | 1925/1926, 1928, 1950, 1970/1971, 2003     | III/P   | 48 (45)        | 2003 Restauration durch Gebrüder Hillebrand Orgelbau → Orgel der Pfarrkirche St. Marien (Göttingen). → Orgel |
| Göttingen                       | St.-Nikolai-Kirche (Universitätskirche)                 |      | Wilhelm Sauer, Paul Ott                                                                              | 1888, 1948/1958–1959                       | II/P    | 23             | teils erhalten, im 20. Jahrhundert barockisiert und mehrmals renoviert → Orgel |
| Göttingen                       | Kath. St. Pauluskirche                                  |      | Gebr. Krell                                                                                          | 1954                                       | III/P   | 39             | Elektropneumatisch Kegelladen in den Manuelwerken, im Pedal Taschenladen und 2 Transmissionen; 2006/2007 generalüberholt durch Gebrüder Stockmann |
| Göttingen                       | Ev.-luth. Stephanuskirche                               |      | Rudolf Janke                                                                                         | 1969/2002                                  | III/P   | 26             | 2002 um vier Register erweitert |
| Greene (Einbeck)                | St. Martini                                             |      | Andreas Schweimb, Johann Christoph Hüsemann, A.G. Friesenberg, Gebrüder Euler, Otto Dutkowski        | 1687, 1753, 1774/1775, 1864, 1932          | II/P    | 21             | Prospekt erhalten; 1753 Pedal ergänzt, 1774/1775 Rückpositiv; später weitere Umbauten |
| Gronau (Leine)                  | St. Matthäi                                             |      | Philipp Furtwängler, Gebr. Hillebrand                                                                | 1859/1860, 1981                            | III/P   | 60             | größte Orgel Furtwänglers; 1981 auf ursprünglichen Zustand restauriert durch Gebr. Hillebrand. 2017 erfolgte eine Ausreinigung, Instandsetzung des Pfeifenwerkes und Nachintonation durch Gebrüder Hillebrand Orgelbau. |
| Grone (Göttingen)               | St. Petri                                               |      | Johann Wilhelm Gloger, P. Furtwängler & Hammer, Paul Ott, Orgelbau Mühleisen                         | 1753, 1898, 1969, 2000                     | II/P    | 20             | Prospekt von Gloger erhalten, 1969 Neubau durch Ott (ersetzte das Orgelwerk von Furtwängler & Hammer von 1898, vermutlich unter Verwendung einiger Teile), 2000 Renovierung, Umdisponierung und Erweiterung; Stimmung seitdem: Neidhardt III („für eine große Stadt“) |
| Großenrode                      | St. Johannis                                            |      | August von Werder, Paul Ott                                                                          | 1857, 1963–1964                            | II/P    | 21             | 1963/1964 Umbau, der einem Neubau gleichkam, 1993 Restaurierung der historischen Register |
| Groß Schneen                    | Michaeliskirche                                         |      | Johann Wilhelm Schmerbach der Mittlere                                                               | 1814                                       | I/P     | 14             | Schmerbach hat ältere Register von Johann Jacob Krebs (1728/1729) übernommen, die den Großteil des erhaltenen Pfeifenbestandes ausmachen. |
| Güntersen                       | St. Martini                                             |      | Paul Ott                                                                                             | 1960                                       | I/P     | 11             | Neubau unter Verwendung einzelner Register der Vorgängerorgel von Carl Heyder (1878) → Orgel |
| Hallendorf (Salzgitter)         | Ev.-luth. Kirche                                        |      | P. Furtwängler & Hammer                                                                              | 1896                                       | II/P    | 13             | |
| Hameln                          | Ev.-luth. Marktkirche St. Nicolai                       |      | Rudolf von Beckerath                                                                                 | 1966                                       | III/P   | 41             | Ursprünglich III/P/39; 1991 durch Goll und 2003 durch Hillebrand um je ein Register erweitert |
| Harriehausen                    | St. Remigius (Harriehausen)                             |      | Emil Hammer Orgelbau                                                                                 | 1909                                       | II/P    | 17             | → Orgel, op. 652 |
| Hardegsen                       | St. Mauritius                                           |      | Bernhardt Edskes                                                                                     | 1996                                       | II/P    | 30             | Neubau mit Verwendung weniger erhaltener Originalteile des Orgelgehäuses von Johann Justus Hansen von 1784. → Orgel |
| Harste                          | St. Johannis                                            |      | Furtwängler & Hammer                                                                                 | 1907                                       | II/P    | 17             | hinter Prospekt von Johann Justus Hansen (1773) |
| Hastenbeck (Hameln)             | Ev.-luth. Kirche                                        |      | Unbekannt, Rudolf Janke                                                                              | 1703, 1965                                 | II/P    | 18             | Hinter hist. Prospekt (mit originalem Prinzipal 8'). 2019 erfolgte eine Ausreinigung und Nachintonation durch Gebrüder Hillebrand Orgelbau. |
| Hattorf am Harz                 | Ev. Kirche                                              |      | Johann Tobias Hansen, Friedrich Becker, Paul Ott                                                     | 1763, 19. Jh., 1972                        | II/P    | 21             | Prospekt und einige Register von Hansen erhalten. 1995 wurde das Instrument von Rudolf Janke überarbeitet. |
| Heiningen                       | St. Peter und Paul                                      |      | Andreas Schweimb, Heinrich Vieth                                                                     | 1698, um 1870                              | II/P    | 30             | Umbau durch Vieth |
| Heinsen                         | St. Liborius                                            |      | Rudolf Janke                                                                                         | 1964                                       | II/P    | 13             | |
| Helmstedt                       | St.-Thomas-Kirche                                       |      | Rudolf Janke                                                                                         | 1968                                       | III/P   | 34             | 1985 Ergänzung um ein Brustwerk |
| Hemeln                          | Ev.-luth. Kirche                                        |      | Johann Dietrich Kuhlmann                                                                             | 1816/1817                                  | II/P    | 15             | |
| Herzberg am Harz                | Ev.-luth. Christuskirche                                |      | Rudolf Janke                                                                                         | 1970                                       | II/P    | 15             | |
| Herzberg am Harz                | St. Nicolai                                             |      | Johann Andreas Engelhardt                                                                            | 1845                                       | II/P    | 36             | Klassizistischer Prospekt; größte erhaltene Orgel Engelhardts (28 Register original) |
| Hetjershausen                   | Ev. Kirche                                              |      | Carl Heyder                                                                                          | 1874                                       | I/P     | 10             | Heyders op. 82. Durch Paul Ott (20. Jh.) umdisponiert: ursprünglich 8-8-8-4-2-Mixtur, 16-8; wurde zu 8-4-4-2-Mixtur-Sesquialtera-Quint 3′, 16-8-4 (Heyders Principal 8′ und Hohlfloete 8′ im Manual entfielen; Pedal vermutlich auf neuer Windlade durch Quintadena 4′ erweitert) |
| Hildesheim                      | Hildesheimer Dom                                        |      | Franz Breil, Johannes Klais, Romanus Seifert                                                         | 1960, 1989, 2014                           | IV/P    | 77             | |
| Hildesheim                      | St. Andreas                                             |      | Rudolf von Beckerath                                                                                 | 1966                                       | IV/P    | 63             | |
| Hildesheim                      | St. Magdalenen                                          |      | Romanus Seifert                                                                                      | 2010                                       | III/P   | 33             | |
| Hildesheim                      | St. Michael                                             |      | Gerald Woehl                                                                                         | 1999                                       | III/P   | 69             | |
| Hildesheim                      | St. Lamberti                                            |      | E. Palandt, Rietzsch                                                                                 | 1960, 1992                                 | II/P    | 39             | |
| Hildesheim                      | Martin-Luther-Kirche                                    |      | Rudolf Janke                                                                                         | 1994                                       | II/P    | 25             | |
| Hildesheim                      | St. Mauritius                                           |      | Martin Vater, Gebr. Hillebrand                                                                       | 1687, 1978                                 | III/P   | 33             | Neubau hinter hist. Prospekt |
| Hilkerode                       | Kath. Kirche St. Johannes Baptist                       |      | Louis Krell                                                                                          | 1913                                       | II/P    | 21             | Die Orgel wurde mit dem Bau eines neuen Prospekt aus der Vorgängerkirche übernommen. Ursprünglich 20 Register, bei Umbau in die neue Kirche Erweiterung um Principal major 8' (neue Prospektpfeifen). Röhrenpneumatische Spiel- und Registertraktur |
| Hillerse (Northeim)             | Ev.-luth. Kirche                                        |      | Balthasar Conrad Euler                                                                               | 1848                                       | I/P     | 12             | zum großen Teil erhalten |
| Hohnstedt                       | Martinikirche                                           |      | Rudolf Janke                                                                                         | 1963                                       | II/P    | 20             | Hinter hist. Gehäuse von Johann Andreas Graff (1717/1718) |
| Holzminden                      | Lutherkirche                                            |      | Rudolf Janke                                                                                         | 1968–1970                                  | III/P   | 34             | 1993 überarbeitet |
| Hörden am Harz                  | Ev.-luth. Kirche                                        |      | Unbekannt, Andreas Engelhardt, Carl Heyder, Paul Ott, Martin Haspelmath                              | 1787, um 1850, 1883, 1952, 1994            | I/P     | 9              | |
| Imbsen                          | Ev.-luth. Kirche                                        |      | Friedrich Becker                                                                                     | 1878                                       | I/p     | 6              | Fast vollständig erhalten |
| Ischenrode                      | Kapelle Ischenrode                                      |      | Carl Heyder, Paul Ott, Regina Stegemann                                                              | 1853, 1965, um 2005                        | I/P     | 8              | 1911 Magazinbalg von Albin Hickmann, 1965 Umbau, um 2005 Renovierung; einige alte Register erhalten |
| Isenbüttel                      | St.-Marien-Kirche                                       |      | Rudolf Janke                                                                                         | 1972                                       | II/P    | 20             | Hinter neugotischem Prospekt aus 19. Jh. |
| Jühnde                          | St. Martini                                             |      | Rudolf Janke                                                                                         | 1968                                       | II/P    | 10             | → Orgel |
| Kalefeld                        | Liebfrauenkirche                                        |      | P. Furtwängler & Hammer                                                                              | 1872                                       | II/P    | 19             | Umdisponierungen und Veränderungen in den Jahren 1952 (OBM Friedrich Weißenborn, Braunschweig), 1963, 1974 und 1981; 2005 Restaurierung des gewachsenen Zustands durch Werner Bosch Orgelbau |
| Katlenburg                      | Ev.-luth. Kirche Katlenburg                             |      | Rudolf Janke                                                                                         | 1967                                       | II/P    | 23             | Hinter hist. Prospekt aus 19. Jh. |
| Klein Lengden                   | Ev.-luth. Kirche St. Johannis d. Tf.                    |      | Johann Wilhelm Gloger, Carl Heyder, Paul Ott                                                         | 1756 ff., 1854, 1958/1959                  | I/P     | 7              | Gloger konnte wegen des Siebenjährigen Krieges und wegen seines währenddessen eintretenden Todes den Orgelbau nicht zu Ende führen; dies besorgte 1763 Johann Michael Kahlert. Heyder übernahm in seinen Neubau das Gedackt 8' von Gloger, Ott neben diesem das Gehäuse und den Subbass von Heyder. Renovierungen 1970 durch Albrecht Frerichs sowie 2003 durch Franz Rietzsch und Ingo Kötter. |
| Kerstlingerode                  | St. Johannes der Täufer                                 |      | Carl Heyder                                                                                          | 1860                                       | II/P    | 13             | 2006 Renovierung durch Orgelbau Waltershausen |
| Knutbühren                      | Ev. Kirche                                              |      | Paul Ott                                                                                             | 1934                                       | I       | 6              | Otts Meisterstück, ohne Pedal, ursprünglich mit Windschöpf-Fußbetrieb (heute Motor), alle Register in Bass/Diskant geteilt, die mittels Schiebern und nicht Zügen geschaltet werden; Regal 8' heute ersetzt durch Sesquialtera |
| Lamspringe                      | Ehem Klosterkirche St. Hadrian und Dionysius            |      | Andreas Schweimb, Philipp Furtwängler & Söhne                                                        | 1691–1696, 1876, 1959                      | III/P   | 44             | 15 Register von Schweimb ganz und 4 teilweise erhalten. Beim Neubau 1876 wurden 24 Stimmen übernommen |
| Landolfshausen                  | Ev. Kirche                                              |      | Carl Heyder, Albrecht Frerichs, Ingo Kötter                                                          | 1855, 1969, 2011/2012                      | I/P     | 9              | Beim Neubau 1969 wurde für das Pedal die Windlade und zwei Register aus dem Vorgängerinstrument von Carl Heyder (1855) sowie ein weiteres altes Register (Ph. Furtwängler?) übernommen. 2011 Umdisponierung und Neuintonation; auf einer freien Schleife der Pedallade wurde eine gebrauchte Posaune 16' mit Holzbechern (Fa. Giesecke, 1970) aufgestellt.                                      |
| Langenholtensen                 | St. Martini                                             |      | Carl Heyder, Gebr. Dutkowski, Rudolf Janke, Martin Haspelmath                                        | 1864, 1934–1935, um 1966, 1995             | II/P    | 16             | 2 Register von Heyder erhalten (damals I/P/9), 7 von Dutkowski, 2 von Janke, 5 von Haspelmath |
| Langenholzen                    | St. Maria Magdalena                                     |      | Andreas Schweimb, Philipp Furtwängler                                                                | 1692, 1865                                 |         |                | Prospekt von Schweimb erhalten, Werk erneuert |
| Lemshausen                      | St. Urban                                               |      | Albrecht Frerichs                                                                                    | 20. Jh.                                    | I/P     |                | Neubau hinter hist. Prospekt |
| Lenglern                        | St. Martini                                             |      | Johann Stephan Heeren                                                                                | 1795                                       | I/P     | 13             | |
| Liebenburg                      | Schlosskirche Mariä Verkündigung                        |      | Johann Conrad Müller                                                                                 | 1760–1761                                  | II/P    | 25             | Prospekt und 17 Register erhalten; 1981 auf ursprüngliche Disposition rekonstruiert |
| Lindau (Eichsfeld)              | St. Peter und Paul                                      |      | Louis Krell                                                                                          | 1882                                       | II/P    | 24             | 1982 durch Werner Krell/Duderstadt restauriert. Die Orgel befindet sich im Originalzustand. Im Instrument befinden sich einige Pfeifen der Vorgängerorgel von Johann Andreas Engelhardt. |
| Lochtum                         | St.-Maria-Kirche                                        |      | Andreas Müller                                                                                       | 1746                                       | II/P    | 17             | 1972 durch Schuke vollständig in Ursprungszustand versetzt |
| Lödingsen                       | Ev. Kirche                                              |      | Carl Heyder                                                                                          | 1862                                       | I/P     | 8              | |
| Lonau                           | St. Michaelis                                           |      | Louis Krell                                                                                          | 1884                                       | II/P    | 14             | |
| Löwenhagen                      | Ev.-luth. Kirche                                        |      | Johann Stephan Heeren                                                                                | 1792                                       | I/P     | 12             | |
| Lucklum                         | Kommendekirche                                          |      | Johann Andreas Engelhardt                                                                            | 1861                                       | I/P     | 13             | Fast vollständig erhalten |
| Lütgenrode                      | Ev.-luth. Kirche                                        |      | Albrecht Frerichs                                                                                    | 1970er                                     | I/p     | 5              | |
| Mackensen (Dassel)              | Ev.-luth. Kirche                                        |      | Georg Andreas Almes, Martin Haspelmath                                                               | 1774, 1979                                 | I/P     | 9              | Neubau unter Verwendung des hist. Gehäuses und Prospekts |
| Marienrode                      | Kloster Marienrode                                      |      | Christian Vater, August Schaper                                                                      | 1749–1752, 1888                            | II/P    | 29             | 14 Register ganz und 4 teilweise von Vater erhalten, 10–12 von Schaper |
| Marienstein (Nörten-Hardenberg) | Ehemalige Klosterkirche                                 |      | Johann Heinrich Gloger/Johann Wilhelm Gloger, Folkert Becker, Paul Ott, Martin Haspelmath            | nach 1727–1732, 1873, 1951, 1976–1978/1988 | II/P    | 18             | 1873 eingreifender Umbau, 1951 Rückführung auf eine angenommene barocke Disposition, 1978 und 1988 Restaurierung und Teilrekonstruktion; 5 Register von Gloger erhalten; einige weitere Register sind offensichtlich noch vakant (es gibt zusätzlich sechs leere Registerzüge). |
| Markoldendorf                   | Marienkapelle                                           |      | | 18. Jh.                                    | I       | 5              | |
| Markoldendorf                   | Martinskirche                                           |      | Philipp Furtwängler & Söhne                                                                          | 1869                                       | II/P    | 23             | |
| Meinersen                       | Ev.-luth. Kirche                                        |      | Rudolf Janke                                                                                         | 1984                                       | II/P    | 11             | Hinter hist. Prospekt aus 18. Jh. |
| Mengershausen                   | Ev.-luth. Kirche                                        |      | Johann Wilhelm Schmerbach der Mittlere                                                               | 1798                                       | I/P     | 15             | Seitenspielig. Besonderheit: Manualwerk ist nicht an das Pedal koppelbar (stattdessen 4 eigene Pedalregister 16', 16', 8', 4'). Alte Windanlage mit Tretvorrichtung erhalten. |
| Moringen                        | Stadtkirche                                             |      | Christian Vater, Carl Giesecke                                                                       | 1743, 1850                                 | II/P    | 23             | 1976 Restaurierung durch Martin Haspelmath; einige Register von Vater in den Neubau von Giesecke übernommen und erhalten, Gehäuse und etliche Register von Giesecke erhalten |
| Niedergandern                   | Gutskapelle Niedergandern                               |      | Johann Wilhelm Schmerbach der Mittlere                                                               | 1811                                       | I/P     | 12             | Rekonstruktion von 4 Registern durch Martin Haspelmath (1984/1985) |
| Niedernjesa                     | St. Laurentius                                          |      | Friedrich Hermann Lütkemüller                                                                        | 1874                                       | I/P     | 12             | 1987 Restaurierung durch Albrecht Frerichs |
| Nienstedt am Harz               | Ev. luth. St.-Martin-Kirche                             |      | Anonym                                                                                               | 1742                                       | I/P     | 11             | 2018 Restaurierung durch Orgelbau Hillebrand (Altwarmbüchen) |
| Nikolausberg (Göttingen)        | Ehem. Klosterkirche                                     |      | J.C. Ahlbrecht, Rudolf Janke                                                                         | 1830, 2002                                 | II/P    | 19             | 2002 Ergänzung um ein neues Rückpositiv |
| Nörten-Hardenberg               | Ev.-luth. Christus-Kirche                               |      | Rudolf Janke                                                                                         | 1970–1971                                  | II/P    | 15             | |
| Nörten-Hardenberg               | Kapelle Waisenhaus                                      |      | Balthasar Conrad Euler, Martin Haspelmath                                                            | 1848, 1974                                 | I/P     | 9              | 1974 Erweiterung um ein Register |
| Nörten-Hardenberg               | St. Martin                                              |      | P. Furtwängler & Hammer                                                                              | 1904                                       | II/P    | 24             | Mit Röhrenpneumatik; im Wesentlichen erhalten |
| Northeim                        | Apostelkirche                                           |      | Rudolf Janke                                                                                         | 1971                                       | II/P    | 20             | Mit Spanischen Trompeten; Pedal mit geflammten Kupferpfeifen |
| Northeim                        | Corvinuskirche                                          |      | Rudolf Janke                                                                                         | 1967                                       | III/P   | 29             | Mit Spiegelprinzipal im Rückpositiv |
| Northeim                        | St. Sixti                                               |      | Johann Heinrich Gloger, Balthasar Conrad Euler/Julius Alexander Strobel, Paul Ott                    | 1721–32, 19. Jh., 1952–59                  | III/P   | 52             | Hist. Prospekt und 12 Register ganz und 3 teilweise von Gloger, 10 ganz oder teilweise von Euler/Strobel |
| Obernjesa                       | Marienkirche                                            |      | August von Werder                                                                                    | 1844                                       | I/P     | 11             | Weitgehend erhalten; mit Holzregistern aus Eiche und Birnbaum |
| Odagsen                         | St. Pankratius                                          |      | Eduard Meyer                                                                                         | 1861                                       | II/P    | 15             | Die Orgel befindet sich bis heute im Originalzustand. |
| Oesdorf (Bad Pyrmont)           | Petrikirche                                             |      | Rudolf Janke                                                                                         | 1977                                       | III/P   | 30             | |
| Oker (Goslar)                   | Martin-Luther-Kirche                                    |      | Johann Andreas Engelhardt, Hans-Heinz Blöß                                                           | 1841, 1986                                 | II/P    | ca. 18         | Nach Einbau eines zweiten Manuals um 1900 Erneuerung und Erweiterung 1986; die 13 Register von Engelhardt blieben jedoch erhalten |
| Oldenrode                       | Ev.-luth. Kirche                                        |      | Carl Giesecke, Martin Haspelmath                                                                     | Um 1850, 1982                              | I       | 5              | 1981 Überführung nach Eboldshausen; in Oldenrode Neubau unter Verwendung des neugotischen Gehäuses von Giesecke |
| Ossenfeld                       | St. Crucis-Kirche                                       |      | Carl Heyder                                                                                          | 1872, 1878                                 | I/P     | 6              | Das Pedal wurde 1878 hinzugefügt (nur Subbaß 16′) und im 20. Jh. um eine Flöte 4′ erweitert. |
| Osterhagen                      | St.-Martins-Kirche                                      |      | Johann Andreas Engelhardt                                                                            | 1854                                       | II/P    | 17             | Hinter Prospekt von Johann Michael Kahlert (1770) aus Duderstadt, St. Servatius |
| Osterode am Harz                | St. Jacobi (Schlosskirche)                              |      | Johann Andreas Engelhardt                                                                            | 1841                                       | II/P    | 26             | 1950 durch Paul Ott Umbau und 1994 Restaurierung durch Rudolf Janke |
| Osterode am Harz                | Marienkirche                                            |      | unbekannt                                                                                            | 1724                                       | I/P     | 11             | |
| Parensen                        | Ev.-luth. Kirche                                        |      | Paul Ott                                                                                             | 1957                                       | I/p     | 6              | |
| Reiffenhausen (Friedland)       | Ev.-luth. Kirche                                        |      | Johann Wilhelm Schmerbach der Ältere (?), Rudolf Janke                                               | 1774, 1970                                 | II/P    | 12             | Neubau hinter historischem Prospekt |
| Reinhausen (Gleichen)           | Ev.-luth. Kirche                                        |      | Rudolf Janke                                                                                         | 1967                                       | II/P    | 16             | |
| Ringelheim (Salzgitter)         | Ehem. Klosterkirche St. Abdon und Sennen                |      | Andreas Schweimb, Johann Jacob John (?), unbekannt, Gebrüder Hillebrand Orgelbau                     | 1696, um 1700, um 1750, 1975 und 2015      | II/P    | 32             | 13 Register von Schweimb, 7–8 im Rückpositiv von John? Pedaltürme mit Prospektpfeifen um 1750. |
| Rittmarshausen                  | Marienkirche                                            |      | Carl Heyder                                                                                          | 1888                                       | I/P     | 11             | Im Wesentlichen erhalten |
| Roringen                        | St.-Martins-Kirche                                      |      | Martin Hillebrand                                                                                    | 2003                                       | II/P    | 16             | Als Ersatz für die 1999 verbrannte Orgel von August von Werder (1846, I/P/10) |
| Rosdorf                         | Ev.-luth. Kirche                                        |      | Carl Giesecke, P. Furtwängler & Hammer                                                               | 1863, 1911                                 | II/P    | 28 (urspr. 25) | Mechanische Kegelladen; 1911 Umbau (u. A. pneumatische Windladen); 1996/1997 Restaurierung durch Firma Bosch |
| Sack (Alfeld)                   | St. Georg                                               |      | Johann Wilhelm Gloger                                                                                | 1726–1728                                  | I/p     | 12             | 9 Register erhalten, 3 von Bernhardt Edskes 1998 rekonstruiert |
| Sattenhausen                    | Ev.-ref. Kirche                                         |      | Johann Wilhelm Schmerbach der Mittlere, Carl Heyder                                                  | 1789/1790, 1887                            | I/P     | 9              | Mehrfach eingreifend umgebaut, zuletzt 1991/1992 von Regina Stegemann |
| Scharzfeld                      | St.-Thomas-Kirche                                       |      | Johann Andreas Engelhardt                                                                            | 1855                                       | II/P    | 20             | |
| Scheden                         | St.-Markus-Kirche                                       |      | Johann Dietrich Kuhlmann, Carl Giesecke, Paul Ott, Orgelbau Krawinkel                                | 1829, 1860, 1937, 2011                     | II/P    | 22             | 1829 Neubau unter Verwendung älteren Materials (Teile des Tragwerks und wenige Register), 1860 Umbau, 1937 Erweiterung der einmanualigen Orgel um ein Rückpositiv, 2011 Restaurierung |
| Schwiegershausen                | Michaeliskirche                                         |      | Johann Andreas Engelhardt, Orgelbau Steinhoff                                                        | 1857, 2015                                 | II/P    | 20             | Ursprünglich 15 Register, 1951 Erweiterung auf 17 Register und klangliche Umgestaltung durch Orgelbau Hammer, 2015 Restaurierung und Erweiterung auf 20 Register durch Jens Steinhoff. |
| Sieboldshausen                  | St. Martin                                              |      | P. Furtwängler & Hammer                                                                              | 1895                                       | II/P    | 14             | Mechanische Kegelladen. - Im 20. Jh. Veränderung der Disposition (vermutl. durch Paul Ott, später Albrecht Frerichs) - im Pedal Cello 8′ zu Choralbass 4′, im HW Gamba 8′ zu Oktave 2′, im OW Salicional 8′ zu Prinzipal 2′ und Geigenprinzipal 8′ zu Oktave 2′. Disposition ursprünglich 8-8-16/16-8-8-8-4-4-Mixtur/8-8-8-4.                                                                   |
| Stöckheim                       | St. Martin                                              |      | Carl Giesecke                                                                                        | 1859/1860                                  | II/P    | 16             | |
| Sudershausen                    | St. Johannis                                            |      | Carl Giesecke                                                                                        | 1853                                       | I/p     | 7              | Nahezu unverändert erhalten |
| Sudheim                         | Ev. Kirche                                              |      | Philipp Furtwängler                                                                                  | 1864                                       | II/P    | 15             | |
| Trögen                          | St. Laurentius                                          |      | Carl Giesecke                                                                                        | 1855                                       | I/p     | 6              | 1884, 1924, 1946 überholt; einige Register erhalten (im Moment nur vier spielbar. Platz für eigene Pedalwindlade vorhanden. Pedalkoppel war ursprünglich schaltbar, die Orgel war früher also mal I/P) |
| Uslar                           | St.-Johannis-Kirche                                     |      | Balthasar Conrad Euler, Paul Ott, Rudolf Janke                                                       | 1845, 1936/1968, 1980                      | II/P    | 27             | Umbau durch Ott, Restaurierung Janke |
| Vahlbruch                       | Ev.-luth. Kirche                                        |      | Balthasar Conrad Euler                                                                               | 1845                                       | II/P    | 16             | 3 Register von Martin Haspelmath rekonstruiert (1978) |
| Varlosen                        | St. Michael                                             |      | Johann Stephan Heeren                                                                                | 1791                                       | I/P     | 14             | |
| Varmissen                       | Ev.-luth. Kapelle                                       |      | Carl Heyder                                                                                          | 1884                                       | I/P     | 4              | Das Pedal war ursprünglich nur angehängt und erhielt erst um 1955 eine eigene Lade mit einer Quintade 16'. Der ursprüngliche Principal 8' wurde 1971 durch einen Principal 2' ersetzt. |
| Volpriehausen                   | St. Georg                                               |      | Ingo Kötter                                                                                          | 1993                                       | II/P    | 16             | historisierende Orgel, deren Prospekt regionale Stilelemente aufgreift |
| Waake                           | Dorfkirche                                              |      | Carl Giesecke, Albrecht Frerichs                                                                     | 1854, 1970er                               | I/P     | 7              | Neubau hinter hist. Gehäuse unter Verwendung des Subbaß 16′ von Giesecke |
| Wahmbeck (Bodenfelde)           | Christophoruskirche                                     |      | Johann Stephan Heeren                                                                                | 1787                                       | I/P     | 9              | |
| Weende (Göttingen)              | St. Petri                                               |      | Carl Giesecke, Paul Ott, Rudolf Janke                                                                | 1848, 1965, 1989                           | II/P    | 18             | Einige Register erhalten |
| Welsede                         | Gutskapelle                                             |      | Johann Georg Müller                                                                                  | 1735                                       | I       | 8              | |
| Westerode                       | St.-Nicolai-Kirche                                      |      | Johann Andreas Engelhardt                                                                            | 1843                                       | I/P     | 10             | Fast vollständig erhalten |
| Wiershausen                     | Ev.-luth. Kirche                                        |      | P. Furtwängler & Hammer, Rudolf Janke                                                                | 1912, 1987                                 | I/P     | 11             | Neubau hinter hist. Prospekt |
| Wollershausen                   | St. Marien                                              |      | Johann Andreas Engelhardt                                                                            | 1851                                       | II/P    | 16             | Nahezu unverändert erhalten. Restaurierung im Jahr 2000 durch Gebr. Hillebrand → Orgel |
| Wöllmarshausen                  | Kirche Wöllmarshausen                                   |      | August von Werder                                                                                    | 1843                                       | I/P     | 9              | 1974–1976 durch Albert Frerichs restauriert |
| Zellerfeld                      | St.-Salvatoris-Kirche                                   |      | Arp Schnitger, Karl Schuke                                                                           | 1699–1702, 1969–1970                       | II/P    | 27             | Gehäuse von Schnitger erhalten (damals III/P/55). Nur 27 von 29 geplanten Registern wurden eingebaut. Die Register Trompete 4′ und Dulcian 16′ sind noch vakant. |